# Список эпизодов мультсериала «Болек и Лёлек»
«Бо́лек и Лёлек» (пол. Bolek i Lolek) — популярный польский рисованный анимационный сериал созданный на Studio Filmów Rysunkowych, Бельско-Бяла, Польша, его сиквелы и одноимённая медиафраншиза.

## Эпизоды

### Сезон 1:Болек и Лёлек(1962—1964)
1. Арбалет
2. Снежный человек
3. Бравые ковбои
4. Скрещённые шпаги
5. Укротитель
6. Коррида
7. Индейский трофей
8. Космонавты
9. Король джунглей
10. Робинзон
11. Искатели сокровищ
12. Спортсмены
13. Два рыцаря

### Сезон 2.Болек и Лёлек на летних каникулах(1965—1966)
1. Луна-парк
2. Сбор грибов
3. Охота и рыбалка
4. Ненастоящий старик
5. Игра в рыцарей
6. На привале
7. Первый день каникул
8. Браконьер
9. Жираф
10. Приключения в пустыне
11. Клад
12. Путешествие автостопом
13. Приключения на море

### Сезон 3.Кругосветное путешествие Болека и Лёлека(1968—1970)
1. В степях Австралии
2. По следам бенгальского тигра
3. На островах Полинезии
4. Золотой город инков
5. Гонка к полюсу
6. В лесах Канады
7. Охота на гориллу
8. На склонах Килиманджаро
9. Олимпиада в Мехико
10. В стране тысячи одной ночи
11. В песках Гоби
12. Аргентинское гран-при
13. На Диком Западе
14. Гробница фараона
15. Охотники на бизонов
16. На берегах Ориноко
17. По следам снежного человека
18. Контрабандист

### Сезон 4.Сказки Болека и Лёлека(1970—1971)
1. Золотая рыбка
2. Красная Шапочка
3. Волшебное зеркало
4. Мальчик с пальчик
5. Туфелька Золушки
6. Летающий сундук
7. Гадкий утёнок
8. Лампа Аладдина
9. Похищенная королева
10. Дракон
11. Баба-Яга
12. Снежная королева
13. Заколдованный замок

### Сезон 5.Болек и Лёлек на Диком Западе(1971—1972)
1. Стражи закона
2. Гроза Техаса
3. Погоня
4. Похищенный экспресс
5. Конокрад
6. Индейский идол
7. Следопыты

### Сезон 6.Приключения Болека и Лёлека(1972—1980)
1. Больной зуб
2. Дождливые каникулы
3. Щенок
4. Тола
5. На привале
6. Прогулка в горах
7. На озере
8. Ворон
9. В лесу
10. Автомобильная прогулка
11. Путешествие в августе
12. Зимние развлечения
13. Покорители небес
14. Обезьянка
15. Зимние состязания
16. Завтрак на привале
17. День рождения Толы
18. Пожар
19. Секреты Толы
20. Зелёные тропинки
21. Канарейка
22. Прогулка под водой
23. Кросс
24. Каникулы в деревне
25. Дрессированный щенок
26. Приключения на двух колёсах
27. На яхте
28. Потерянный след
29. Жеребёнок
30. Большой матч
31. Аист
32. Друзья бобров
33. Прогулка на байдарках
34. Загадочная карта
35. Фоторепортёр
36. Соревнования воздушных змеев
37. Прогульщик
38. Оленёнок
39. Летний лагерь
40. Музыканты
41. Каникулы на море
42. Маленькие садоводы
43. Обманчивые следы
44. Ковбой и индейцы
45. Игра в прятки
46. Летние маршруты
47. Бродячий цирк
48. Весенняя уборка
49. Почтовый голубь
50. Полёты
51. Морская прогулка
52. Первое апреля
53. Весенняя гроза
54. Бычок
55. Цыганская кибитка
56. День рождения мамы
57. Чёрный флаг
58. На воздушной подушке
59. Прогулка с роботом
60. Лёлек — лунатик
61. Воздушные приключения
62. Пропавший пёсик
63. Крещение на экваторе

### Сезон 7.Развлечения Болека и Лёлека(1975—1976)
1. Картинг
2. Необычайное открытие
3. Аты-баты, шли солдаты
4. Маленькие режиссёры
5. Неудачливые няньки
6. Защитники животных
7. Чёрная дама

### Сезон 8.Большое путешествие Болека и Лёлека(1978)
1. Завещание Филеаса Фогга
2. В Лондоне
3. Невезучий корабль
4. Деревня 40 разбойников
5. Обезьяний царь
6. Сын вождя Мбу-бу
7. Путешествие на слоне
8. Таинственная святыня
9. Служки Будды
10. Птица смерти
11. В глубинах океана
12. Райский остров
13. Дикий запад
14. Возвращение
15. Остров Болека и Лёлека

### Сезон 9.Болек и Лёлек у шахтёров(1980)
1. Дядя Карл
2. Зелёная гора
3. Хранитель клада
4. День святой Барбары
5. Посвящение в шахтёры
6. В старой шахте
7. Чёрное золото

### Сезон 10.Олимпиада Болека и Лёлека(1983—1984)
1. Полоса препятствий
2. Плавание
3. Стрельба из лука
4. Дзюдо
5. Футбол
6. Парусный спорт
7. Горнолыжный спорт
8. Прыжки в длину
9. Поединок
10. Велоспорт
11. Волейбол
12. Первые Олимпийские игры
13. Олимпийский огонь

### Сезон 11.Болек и Лёлек в Западной Европе(1983—1986)
1. Призрак замка лорда Макинтоша
2. В царстве Посейдона
3. В Испании
4. Под кратером
5. Оленьи гонки

### Специальные эпизоды
1. Берегись огня: С огнём не шутят (1)
2. Берегись огня: Утро вечера мудренее (2)
3. Берегись огня: Игра со спичками (3)
4. Берегись огня: Достаточно искры (4)
5. Берегись огня: Злосчастный день (5)
6. Берегись огня: Когда на ёлке горят огни (6)
7. Берегись огня: На пожарном полигоне (7)
8. Приключения Болека и Лёлека: Счастливого пути (1)
9. Приключения Болека и Лёлека: На дороге (2)

## Фильмы

### Полнометражные сборники
- Болек и Лёлек на Диком Западе (1986) — смонтирован из эпизодов сериала «Болек и Лёлек на Диком Западе» (1971—1972);
- Как проводят каникулы Болек и Лёлек (1986) — смонтирован из эпизодов сериала «Болек и Лёлек на летних каникулах» (1965—1966);
- Сказки Болека и Лёлека (1986) — смонтирован из эпизодов сериала «Сказки Болека и Лёлека» (1970—1971).

### Театральные фильмы
- Большое путешествие Болека и Лёлека (1977) — первый польский полнометражный мультипликационный фильм, позднее (1978) выпущена телеверсия из 15 эпизодов под тем же названием;
- Кавалер Ордена Улыбки (1979) — короткометражный фильм-сиквел к «Большому путешествию».